# كاميرون راليس راهبولا
كاميرون راليس-راهبولا (من مواليد 9 يوليو 1983) هو متزلج ألبي بارالمبي أسترالي سابق. فاز بميداليتين برونزيتين في الألعاب البارالمبية الشتوية 2010 في فانكوفر. مثل أستراليا في أربع دورات بارالمبية، بدءًا من الألعاب البارالمبية الشتوية 2002 في سالت ليك سيتي والألعاب البارالمبية الشتوية 2006 في تورينو. لم يتنافس في أي أحداث في الألعاب البارالمبية الشتوية 2014 في سوتشي بسبب إصابات في الركبة والكاحل تعرض لها أثناء الإحماء لحدث الانحدار في الألعاب، لكنه حمل العلم الأسترالي (وإن كان على عكازين) في عرض الأمم في حفل الافتتاح. كما فاز بميداليتين ذهبيتين وميدالية فضية في بطولة العالم للتزلج الألبي لذوي الاحتياجات الخاصة 2004 في فيلدشوناو، النمسا، وميدالية ذهبية وبرونزية في بطولة العالم 2009 في جيونغسون، كوريا. اعتزل بعد ألعاب سوتشي.

## الحياة الشخصية
ولد كاميرون راليس-راهبولا في كامبرداون، فيكتوريا، في 9 يوليو 1983. تم تشخيص إصابته بـساركوما عظمية، وهو شكل نادر من سرطان العظام في سن 12، وبعد فشل العلاج الكيميائي، تم بتر ساقه اليسرى فوق الركبة في سن 14. حضر معسكر تزلج في نهاية الأسبوع في ماونت بولر نظمته "Challenge"، وهي شبكة دعم للأطفال المصابين بالسرطان، بعد أسبوعين من بتر ساقه. في غضون ثلاثة أيام، تمكن من التزلج بمفرده وكانت هذه بداية مسيرته في التزلج البارالمبي.
التحق راليس-راهبولا بـمدرسة جيلونج للقواعد. ذهب إلى "Timbertop" لمدة عام، حيث كان التدريب البدني المكثف - الجري والمشي لمسافات طويلة وغيرها من البرامج الخارجية - مطلوبًا. في الجامعة، درس العلاج الطبيعي في جامعة ملبورن ويعمل حاليًا كأخصائي علاج طبيعي.
تزوج من إميلي يانسن في 4 ديسمبر 2010. أصبحت يانسن أول متزلجة بارالمبية أسترالية عندما تنافست في الألعاب البارالمبية الشتوية 2006 في تورينو. لديهما ولدان اسمهما آرتشي وفين.
في عام 2023، اتُهم راليس-راهبولا بتصوير طالبة في مدرسة جيلونج للقواعد عمدًا بينما كانت عارية الصدر وتتلقى العلاج. دافع راليس-راهبولا عن نفسه بالقول إن هاتفه تم تفعيله عن طريق الخطأ خلال الجلسة ولم يقصد أبدًا تسجيل الفيديو.

## المسيرة المهنية

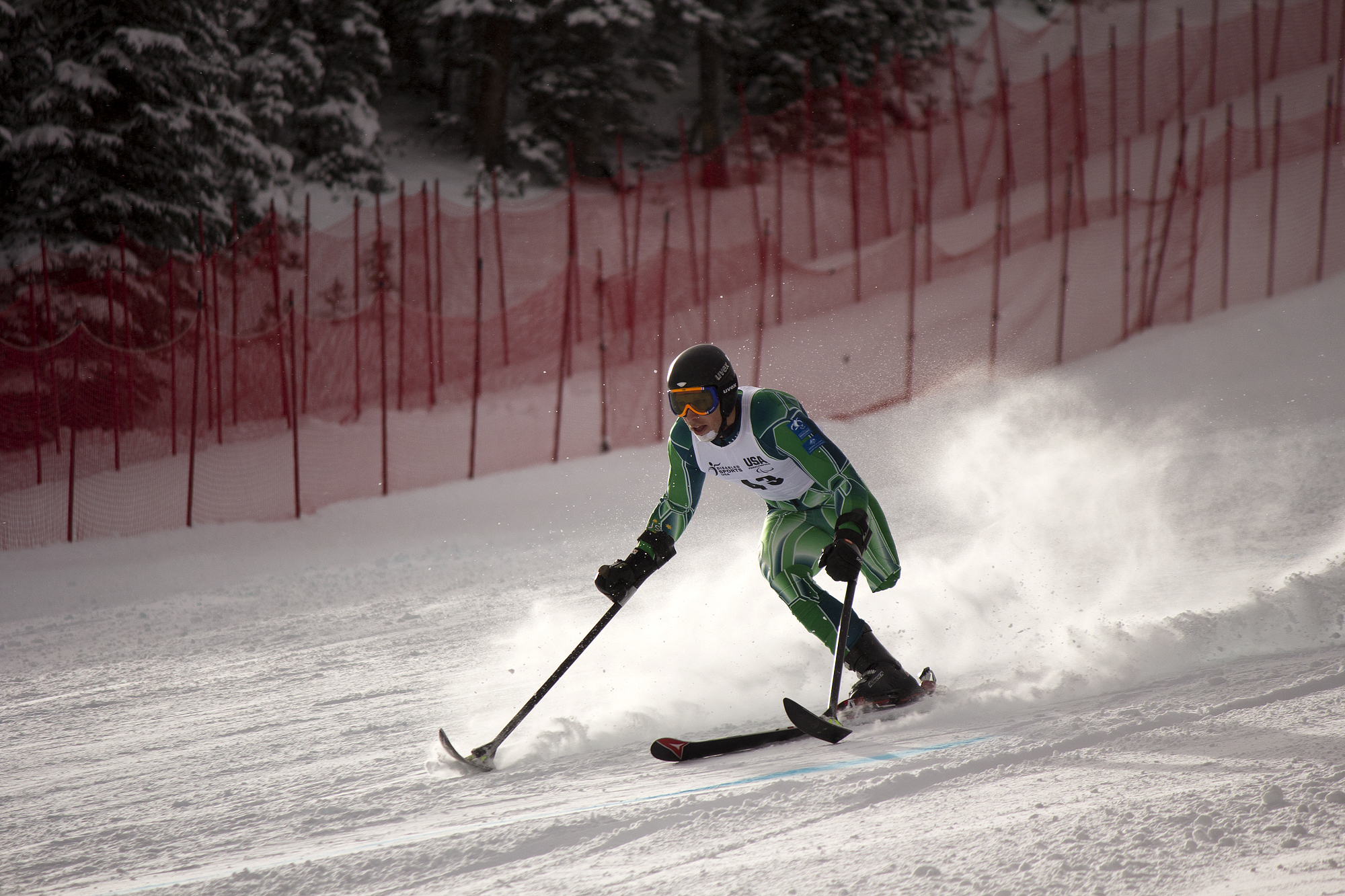
كاميرون راليس-راهبولا يتنافس في السوبر جي خلال اليوم الثاني من كأس نور آم للجنة البارالمبية الدولية 2012 في كوبر ماونتن

كان أول نجاح كبير لراليس-راهبولا هو حصوله على المركز الثاني في التزلج العملاق في البطولات الوطنية لعام 2001 في ماونت هوثام. تنافس في الألعاب البارالمبية الشتوية 2002 في سالت ليك سيتي في أربعة أحداث للرجال فئة LW2 – الانحداري (المركز التاسع)، المتعرج (المركز 17)، العملاق (لم ينهِ السباق) والسوبر جي (لم ينهِ السباق). في الألعاب البارالمبية الشتوية 2006 في تورينو، تنافس في أربعة أحداث وقوف، وحل في المركز 14 في التزلج المتعرج ولم ينهِ سباقات الانحداري والعملاق والسوبر جي.
في الألعاب البارالمبية الشتوية 2010 في فانكوفر، فاز راليس-راهبولا بميداليات برونزية في حدث التزلج المتعرج رجال وقوف وحدث السوبر المدمج رجال وقوف. حل في المركز الرابع في الانحداري، والسادس في العملاق والخامس في السوبر جي. كان حامل العلم الأسترالي في الحفل الختامي في ألعاب فانكوفر 2010.
في بطولة العالم للتزلج الألبي لذوي الاحتياجات الخاصة 2004 في فيلدشوناو، النمسا، فاز راليس-راهبولا بميداليتين ذهبيتين في السوبر جي والانحداري وميدالية فضية في المتعرج. في بطولة العالم للتزلج الألبي لذوي الاحتياجات الخاصة 2009 في منتجع هاي 1 في مقاطعة جيونغسون، كوريا، فاز بميدالية ذهبية في التزلج المتعرج رجال وقوف وميدالية برونزية في التزلج العملاق رجال وقوف. تنافس في ثلاثة أحداث في بطولة العالم للتزلج الألبي لذوي الاحتياجات الخاصة 2011 في سيستريير، إيطاليا، لكنه لم يفز بأي ميداليات.
كان من المقرر أن تكون كأس العالم للتزلج الألبي للجنة البارالمبية الدولية في ثريدبو، نيوساوث ويلز في سبتمبر 2013 آخر منافسة له بسبب رغبته في قضاء المزيد من الوقت مع عائلته. في هذا الحدث، فاز بميدالية ذهبية في التزلج المتعرج وميدالية فضية في التزلج العملاق. في ديسمبر 2013، أعلن أنه سيهدف إلى المنافسة في الألعاب البارالمبية الشتوية 2014 في سوتشي. كانت عودته إلى التزلج التنافسي بدعم من زوجته إميلي مشروطة ببرنامج تدريبي يسمح بمزيد من الوقت للعائلة.
في 4 مارس 2014، تم اختياره كحامل للعلم الأسترالي في حفل افتتاح الألعاب البارالمبية الشتوية 2014. بعد أقل من يوم من اختياره كحامل للعلم، تعرض لحادث تدريب، مما أدى إلى كسر في ركبته وإصابة في كاحله. لم يتمكن من المنافسة في أي من أحداثه. لعب دورًا مهمًا في دعم الفريق الأسترالي خلال الألعاب، وأعلن اعتزاله.

## التقدير
- 2004 – الشاب فيكتوري للعام لعمله مع المتزلجين الشباب ذوي الإعاقة.[1]
- 2004 – رياضي العام من جامعة ملبورن[1]
- 2004/2005 – مواطن العام المحلي من مجلس مقاطعة كورانجاميت في فيكتوريا[1]
- 2010 – أفضل رياضي بارالمبي أسترالي للعام وأفضل رياضي ذكر للعام[15]
- 2010 – حامل العلم الأسترالي في الحفل الختامي في الألعاب البارالمبية الشتوية 2010[9]
- 2014 – حامل العلم الأسترالي في الحفل الافتتاحي في الألعاب البارالمبية الشتوية 2014[9]